# Männertag (Film)
Männertag ist eine deutsche Filmkomödie aus dem Jahr 2016. Unter der Regie von Holger Haase sind  Milan Peschel, Tom Beck und Axel Stein in den Hauptrollen zu sehen.

## Handlung
Jahrelang machten die Freunde Dieter, Stevie, Klaus-Maria, Chris und Peter jedes Jahr zum Männertag einen gemeinsamen Ausflug. Dann verlieren sie sich aus den Augen. Als Dieter stirbt, treffen Stevie, Klaus-Maria, Chris und Peter sich an einem Männertag auf dessen Beerdigung wieder. Um Dieters letzten Wunsch zu erfüllen, begeben sich die vier Freunde mit Dieters Bier-Bike und in Begleitung von Stevies Sohn Paul und Chris’ Kollegin Andrea noch einmal auf einen gemeinsamen Männertagsausflug. Hierbei begegnen sie mehrmals ihrem alten Rivalen Andi Mauz, dessen Tochter Elena sich letztendlich in Paul verliebt. Auch Chris und Andrea finden zueinander, während Peter seinen Freunden seine Transgeschlechtlichkeit gesteht.

## Hintergrund
Der Film kam am 8. September 2016 in die deutschen Kinos. Am 24. Februar 2017 erschien er auf DVD und Blu-ray.
Der Film wurde gefördert durch FilmFernsehFonds Bayern, Film- und Medienstiftung Nordrhein-Westfalen, Medienboard Berlin-Brandenburg und den Deutschen Filmförderfonds DFFF.
Der Begriff Männertag ist eine regional verbreitete Bezeichnung für den Vatertag.

## Kritiken
„Jungs, (fast) allein im Wald – das klingt nach plattem Klamauk mit Saufköppen, Stinkepupi und sinnfreiem Gelaber. Aber für Da geht noch was-Regisseur Holger Haase sind Komödien allerbestens geeignet, ernsthafte Themen an die Menschen heranzutragen. Und so bringt der Ensemblefilm auf Rädern mit seinen durchweg gut aufgelegten Schauspielern, aber dem leicht stotternden Humormotor eben auch wichtige Botschaften rüber.“